# Пойнт-Реєс-Стейшен (Каліфорнія)
Пойнт-Реєс-Стейшен (англ. Point Reyes Station) — переписна місцевість (CDP) в США, в окрузі Марін штату Каліфорнія. Населення — 895 осіб (2020).

## Географія
Пойнт-Реєс-Стейшен розташований за координатами 38°5′5″ пн. ш. 122°48′33″ зх. д. / 38.08472° пн. ш. 122.80917° зх. д. (38.084647, -122.809226).  За даними Бюро перепису населення США в 2010 році переписна місцевість мала площу 9,36 км², уся площа — суходіл.

## Демографія
Згідно з переписом 2010 року, у переписній місцевості мешкало 848 осіб у 412 домогосподарствах у складі 208 родин. Густота населення становила 91 особа/км².  Було 490 помешкань (52/км²).
Расовий склад населення:
| - 85,5 % — білих - 1,2 % — азіатів - 0,8 % — чорних або афроамериканців - 0,4 % — корінних американців - 8,6 % — осіб інших рас |

До двох чи більше рас належало 3,5 %. Частка іспаномовних становила 18,3 % від усіх жителів.
За віковим діапазоном населення розподілялося таким чином: 18,3 % — особи молодші 18 років, 58,8 % — особи у віці 18—64 років, 22,9 % — особи у віці 65 років та старші. Медіана віку мешканця становила 51,1 року. На 100 осіб жіночої статі у переписній місцевості припадало 81,2 чоловіків;  на 100 жінок у віці від 18 років та старших — 81,4 чоловіків також старших 18 років.
За межею бідності перебувало 24,0 % осіб, у тому числі 78,8 % дітей у віці до 18 років та 18,7 % осіб у віці 65 років та старших.
Цивільне працевлаштоване населення становило 217 осіб. Основні галузі зайнятості: науковці, спеціалісти, менеджери — 33,6 %, мистецтво, розваги та відпочинок — 21,2 %, роздрібна торгівля — 17,1 %.